# Marco conversível
O marco convertível ou "conversível" (konvertibilna marka em bósnio) é a moeda da Bósnia e Herzegovina. Divide-se em fening.
Foi estabelecido pelo Acordo de Dayton, de 1995. O seu nome refere-se ao marco alemão, moeda a que estava equiparado até 2002 com um câmbio de 1:1.
A partir de 2002 passou a ser convertido com câmbio fixo em relação ao euro, de 1 marco conversível para cada 0,5 euro.